# Cauloramphus korensis
Cauloramphus korensis är en mossdjursart som beskrevs av Seo 200. Cauloramphus korensis ingår i släktet Cauloramphus och familjen Calloporidae. Inga underarter finns listade i Catalogue of Life.